# 相馬信夫
相馬 信夫（そうま のぶお、Aloysius Nobuo Soma, 1916年6月21日-1997年10月6日）は、日本のカトリック教会聖職者。洗礼名は「アロイジオ」。カトリック名古屋教区第2代司教を務めた。

## 生涯
相馬又二郎と鈴子の三男として、東京市神田区で生まれた。祖父は専修大学創立者相馬永胤。1921年にカトリック神田教会で受洗し、1934年3月に浦和高等学校を卒業し、1941年3月に東京帝国大学理学部天文学科を卒業。さらに同大学院で学んだ。1942年に応召し、ニューブリテン島現パプア・ニューギニアのラバウルに出征。1946年に帰国。
1953年に東京カトリック神学院入学。1960年3月18日に東京教区司祭として叙階された。洗足教会、荻窪教会の助任を経て、1965年4月から1969年までカトリック高円寺教会の主任司祭を務めた。
1969年9月15日、カトリック名古屋教区司教として叙階。教区長としての任務の他に、教区内の社会福祉事業活動を推進した。1974年5月からカトリック正義と平和協議会担当司教を務め、韓国の詩人金芝河に対する死刑阻止活動を行った。1985年には愛知いのちの電話教会理事長に就任。1989年8月14日、ニューヨークの国連非植民地化特別委員会で東ティモールの住民投票実施にによる非植民地化への支持を表明した。1991年の湾岸戦争では自衛隊機派遣に反対。同年1月31日に湾岸避難民救援実行委員会委員長となり、民間機をチャーターして避難民を移送した。同年に朝日社会福祉賞を受賞。
1993年6月25日に名古屋教区長を引退。引退後は名古屋市のカトリック名東教会に居住。1997年10月6日未明､ 急性心不全のため名古屋市名東教会で死去｡ 10月9日に布池教会で葬儀ミサが捧げられた。
2015年、東ティモール政府から功労賞を贈られた。